# Acció directa (pel·lícula)
Acció directa (títol original en anglès, Direct Action) és un documental francoalemany del 2024 dirigit per Guillaume Cailleau i Ben Russell. Prenent el títol de l'estratègia de protesta tàctica, la pel·lícula és un retrat modern d'una de les comunitats activistes més importants de França. S'ha subtitulat al català.
Va ser seleccionat a la secció Encounters del 74è Festival Internacional de Cinema de Berlín, on es va estrenar el 21 de febrer de 2024, i va guanyar la placa de l'Os d'Or a la millor pel·lícula d'aquesta secció. La pel·lícula també va ser nominada al Premi al millor documental de la Berlinale i va obtenir una menció especial del jurat.